# 埼玉中部環境保全組合
埼玉中部環境保全組合（さいたまちゅうぶかんきょうほぜんくみあい）は、埼玉県の一部事務組合。

## 概要
鴻巣市・北本市・比企郡吉見町の2市1町で構成されている。鴻巣市（旧吹上町エリアを除く）、北本市、吉見町のごみ処理を吉見町の埼玉中部環境センターにて行っている。
中部環境センターの老朽化に伴い、鴻巣市吹上エリアも含めた2市1町で使用する前提で、鴻巣市郷地に新施設を建設する計画を進めている。

## 埼玉中部環境センター

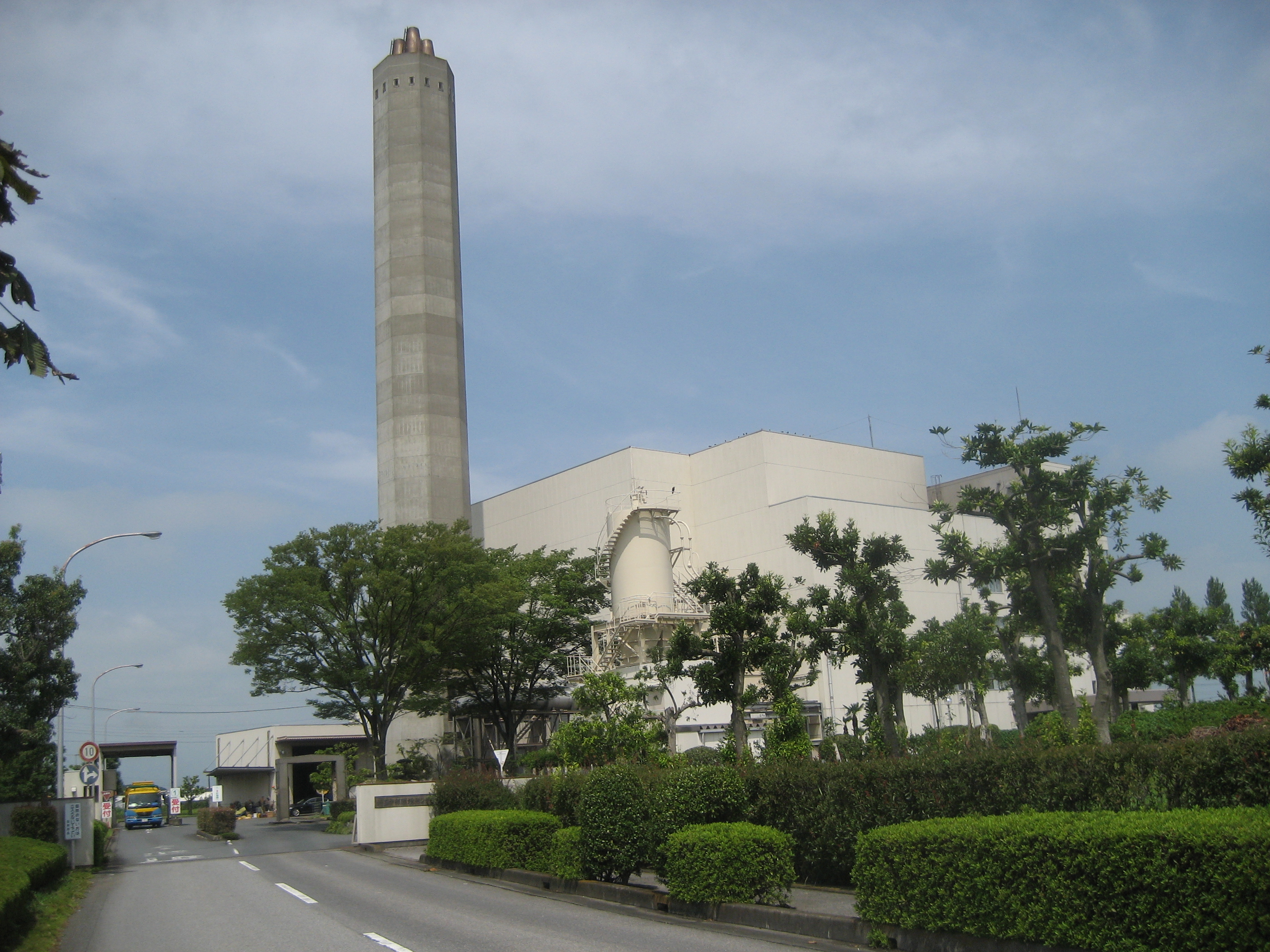
中部環境センター

吉見町大串2808に所在する。現在の焼却施設は1981年（昭和56年）8月に着工し、1984年（昭和59年）3月に竣工した。

## 歴史
- 1977年（昭和52年）- 組合設立。
- 1981年（昭和56年）- 三菱重工業とごみ処理施設の建設請負契約を締結。
- 1984年（昭和59年）- ごみ処理施設竣工、運転開始。
- 1995年（平成7年）- 川里村（2001年（平成13年）に町制施行）が加入。
- 2020年（令和2年）- 鴻巣市・北本市・行田市で進めていた新施設の協議（鴻巣行田北本環境資源組合）、および吉見町他8町村で進めていた新施設の協議（埼玉中部資源循環組合）がいずれも白紙化。
- 2021年（令和3年）- 鴻巣市・北本市・吉見町が新たなごみ処理施設の整備促進に関する基本合意書を締結。